# Eugenio Lanti
Eugenio Lanti (seudónimo de Eugène Adam) (Normandía, Francia, 19 de julio de 1879-17 de enero de 1947) fue el fundador de la Sennacieca Asocio Tutmonda (Asociación Anacional Mundial en esperanto). Sus ideas radicales le valieron el apodo «L'anti-tout» (el Antitodo) y de ahí ideó su seudónimo, «Lanti».

## Biografía
De formación autodidacta, aprendió el esperanto al finalizar la Primera Guerra Mundial, y se dedicó al movimiento esperantista como forma de unir a los trabajadores de todos los países por encima de las barreras nacionales. Su evolución ideológica comenzó en ambientes radicales; se adhirió al Partido Comunista Francés al poco de su fundación, pero pronto, tras sus viajes a la Unión Soviética, se alejó de esta ideología y la criticó agriamente, lo cual le reportó fuertes enfrentamientos con los dirigentes esperantistas soviéticos.
Aunque nació en Francia, se consideró siempre ciudadano del mundo, y defendió una ideología anacionalista (sennaciista en esperanto), que iba más allá del conocido internacionalismo proletario defendido por las corrientes obreras más extendidas.
Como autodidacta que siempre necesitaba comprobar su vocabulario en el Petit Larousse, dedicó un gran esfuerzo a la creación de un diccionario equivalente en Esperanto y así inició la redacción del Plena Vortaro (diccionario completo) que fue el antecesor del Plena Ilustrita Vortaro (diccionario completo ilustrado), más conocido como PIV, que editó por primera vez la Asociación Anacional Mundial en 1930.
A finales de los años 30 emprendió un viaje que lo condujo a distintos países del mundo, entre ellos varios latinoamericanos. Falleció, por suicidio, en México.
Citado por Julio Cortázar en Rayuela (capítulo 69) como Eujenio Lanti.